# Iguazua blackwelderi
Iguazua blackwelderi är en skalbaggsart som beskrevs av Chapin 1940. Iguazua blackwelderi ingår i släktet Iguazua och familjen Aphodiidae. Inga underarter finns listade i Catalogue of Life.